# Condado de Tyrrell
O Condado de Tyrrell é um dos 100 condados do estado americano da Carolina do Norte. A sede do condado é Columbia, e sua maior cidade é Columbia. O condado possui uma área de 1 555 km² (dos quais 555 km² estão cobertos por água), uma população de 4,149 habitantes, e uma densidade populacional de 4 hab/km² (segundo o censo nacional de 2000). O condado foi fundado em 1729.